# Pierre Ronsin
Pour les articles homonymes, voir Ronsin.
Compléments
Ronsin relança les congrégations mariales au début du XIXe siècle
Pierre Ronsin, né le 18 janvier 1771 à Soissons (France) et décédé le 4 novembre 1846 à  Toulouse (France) est un prêtre jésuite français. Il est connu pour avoir relancé les congrégations mariales, au début du XIXe siècle. 

## Biographie
Ordonné prêtre en 1801, par Mgr d'Aviau, il fait la connaissance des Pères de la Foi et entre dans l'association vers 1803. Il enseigne dans leur collège de Belley et de Roanne, et est le précepteur du vicomte Sosthène de La Rochefoucauld.
Après le rétablissement universel de la Compagnie de Jésus, par le pape Pie VII en 1814, le père Ronsin avec d'autres pères de la Foi entre au noviciat de la Compagnie de Jésus.
Il est surtout connu pour avoir relancé et réorganisé (avec l'abbé René-Michel Legris-Duval) le mouvement des Congrégations mariales. Il fut lui-même le directeur jésuite de 'La Congrégation' de 1814 à 1829.

### Sources
- Edmond Letierce, Le Sacré-Cœur, ses apôtres et ses sanctuaires, 1886.
- « Pierre Ronsin (1771-1846), directeur de la Congrégation (1814-1828), âme du couvent des Oiseaux », dans A. Hamon, Histoire ..., 1907.